# Ryuk
| raça = Shinigami
| sexo = Masculino
| idade = Não identificada

| local-nascimento = Mundo dos Shinigamis
| afiliações = Kira, Minoru Tanaka
}}
Ryuk (リューク, Ryūku) é um personagem do anime e mangá Death Note. Ryuk é um shinigami ("deus da morte", em japonês). Um dia, de tão entediado que estava no mundo dos shinigamis, deixou cair seu Death Note ("caderno da morte", em inglês) na Terra. Quem encontrou seu Death Note foi Light Yagami. O Death Note tem a propriedade de permitir ao seu dono matar qualquer pessoa cujo nome e face sejam conhecidos, ao escrever o nome no caderno. Yagami começa a matar criminosos e passa a ser chamado de Kira.
Foi interpretado por Shidou Nakamura nas adaptações em live-action japonesas Death Note, Death Note: The Last Name e Death Note: Light Up the New World, e por Willem Dafoe na adaptação americana de 2017 Death Note.

## História
Ryuk é um dos mais divertidos e impagáveis personagens da série, em dados momentos, ele parece até mesmo colaborar com os planos de Kira, e sente uma certa amizade por Light.
Ele também em diversas situações mostra interesse pelo desenrolar dos fatos, e surpreso com as atitudes seguras de Light, chegando até mesmo a afirmar que Light se tornou um notável shinigami.
Além de sua motivação principal, sair do tédio, ele também revela que o mundo shinigami está podre, assim como o mundo humano, e que os shinigamis atualmente já não tem mais motivação, que praticamente não prestam para mais nada. No fundo, Ryuk tem as mesmas motivações de Light, que também revela estar entediado. O shinigami acha os humanos interessantes. Ele tem um certo vício por comer maçãs, citando que para ele maçãs são como o álcool e o cigarro são para os humanos.